# Капринале-Лушо (Сондрио)
Капринале-Лушо је насеље у Италији у округу Сондрио, региону Ломбардија.
Према процени из 2011. у насељу је живело 8 становника. Насеље се налази на надморској висини од 930 м.